# Crema catalana

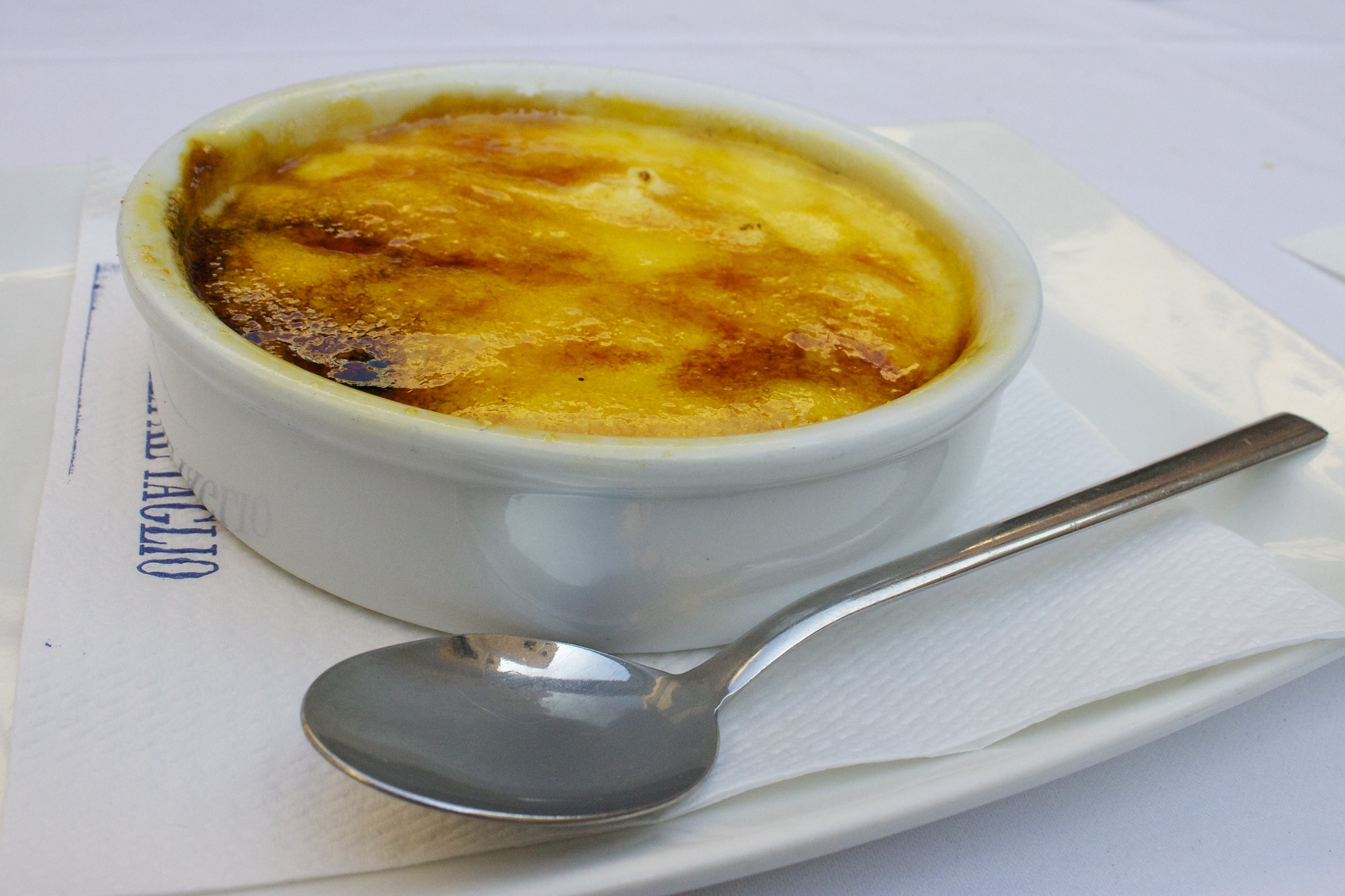
Crema catalana

A crema catalana vagy crème brûlée, vagy Katalóniában egyszerűen krémnek nevezett étel egy tipikus desszertje a katalán konyhának, alapja egy tojássárgájából készült krém, amelynek felszínét egy réteg karamellizált cukorral szokták befedni, hogy ropogós és vidám kontrasztot nyújtson.

## Jellemzői
A crema catalanát tojássárgájából, cukorból, búzalisztből vagy kukoricalisztből és citromhéjjal vagy naranccsal, valamint fahéjjal ízesített tejből csinálják.

## Változatai
Katalóniában létezik egy fagyasztott változata a receptnek, amikor a fagyi égetett tojássárga befőttel van befedve.
A francia konyhából származó créme brulée egy változata a crema catalanának.